# Logan Huffman
Pour les articles homonymes, voir Huffman.
 (juillet 2015).
Si vous disposez d'ouvrages ou d'articles de référence ou si vous connaissez des sites web de qualité traitant du thème abordé ici, merci de compléter l'article en donnant les références utiles à sa vérifiabilité et en les liant à la section « Notes et références ».
Logan Huffman, né le 22 décembre 1989 à Indianapolis dans l'Indiana (États-Unis), est un acteur américain. Il est notamment connu grâce au rôle de Tyler Evans dans le remake de V.

## Biographie
Il a un frère et une sœur triplés. Logan possède un Golden Retriever appelé Kentucee, nommé d'après un de ses premiers projets, la web série Circledrawers de Poppoli Pictures, dont Ken'tuc'ee 1571 était le titre durant la préproduction du projet.
Entré au Gattelypoole intérim[Quoi ?] et hébergé à Northern Illinois University, Logan a étudié avec maître Meisner Katherine, enseignante Gattely[Quoi ?]. Il s'installe à New York à 17 ans pour poursuivre ses rêves.
Logan a été considéré comme l'un des 55 visages de l'avenir par des jeunes Nylon Magazine du numéro d'Hollywood[Quoi ?].

## Filmographie

### Télévision
- 2009 : Circledrawers : Lewis
- 2009 : America : Marshall
- 2009 : V (série TV), Tyler Evans
- 2010-2011 : The Jace Hall Show (réalisation : Lui-même)
- 2012 : Pour le sourire d'un enfant (A Smile as Big as the Moon) : Scott
- 2017: Doctor Who : Le Retour du Docteur Mysterio : Grant jeune

### Cinéma
- 2008 : Lymelife : Blaze Salado
- 2012 : Refuge : Nat
- 2012 : Complicité
- 2013 : Bad Turn Worse
- 2014 : Final Girl : La Dernière Proie : Dany
- 2015: The Preppie Connection
- 2017 : Temple : Chris